# Rei i senyor
Rei i senyor és un drama en tres actes, original de Josep Pous i Pagès, estrenat al teatre Romea de Barcelona, la vetlla del 22 de setembre de 1918.

## Repartiment de l'estrena
- L'Eugènia de Can Reixac, 46 anys: Elvira Fremont.
- La Remei Reixac, 22 anys: Emília Baró.
- La Tuia, 18 anys: Elena Vivó.
- La Buixeda, 60 anys: Àngela Guart.
- L'Andreu Reixac, 50 anys: Enric Giménez.
- En Narcís Reixac, 25 anys: Carles Delhom.
- En Ventura Reixac, 70 anys: Artur Parera.
- En Cebrià, 60 anys: Ramon Bañeras.
- En Miquel d'Aiguaviva, 25 anys: Joaquim Torrens.
- L'Elia, 22 anys: Antoni Martí.
- En Barbeta, 40 anys: Evarist Pallach.
- El Garrell, 48 anys: Bartomeu Pujol.
- L'Hipòlit, 55 anys: Emili Ginestet.